# Полупроводник n-типа
Полупроводни́к n-ти́па — полупроводник, в котором основные носители заряда — электроны проводимости
Для того чтобы получить полупроводник n-типа, собственный полупроводник легируют донорами. Обычно это атомы, которые имеют на валентной оболочке на один электрон больше, чем у атомов полупроводника, который легируется. При не слишком низких температурах электроны со значительной вероятностью переходят с донорных уровней в зону проводимости, где их состояния делокализованы и они могут вносить вклад в электрический ток.
Число электронов в зоне проводимости зависит от концентрации доноров, энергии донорных уровней, ширины запрещенной зоны полупроводника, температуры, эффективной плотности уровней в зоне проводимости.
Обычно легирование проводится до уровня 1013−1019 доноров в см3. При высокой концентрации доноров полупроводник становится вырожденным.